# Tesuque Pueblo (Nuevo México)
Tesuque Pueblo es un lugar designado por el censo ubicado en el condado de Santa Fe en el estado estadounidense de Nuevo México. En el Censo de 2010 tenía una población de 233 habitantes y una densidad poblacional de 40,93 personas por km².

## Geografía
Tesuque Pueblo se encuentra ubicado en las coordenadas 35°48′33″N 105°58′31″O / 35.80917, -105.97528. Según la Oficina del Censo de los Estados Unidos, Tesuque Pueblo tiene una superficie total de 5.69 km², de la cual 5.69 km² corresponden a tierra firme y (0%) 0 km² es agua.

## Demografía
Según el censo de 2010, había 233 personas residiendo en Tesuque Pueblo. La densidad de población era de 40,93 hab./km². De los 233 habitantes, Tesuque Pueblo estaba compuesto por el 1.72% blancos, el 0% eran afroamericanos, el 97.42% eran amerindios, el 0% eran asiáticos, el 0% eran isleños del Pacífico, el 0.86% eran de otras razas y el 0% pertenecían a dos o más razas. Del total de la población el 7.73% eran hispanos o latinos de cualquier raza.